# Ільков Олександр Володимирович
Олександр Володимирович Ільков — сержант Збройних Сил України, учасник російсько-української війни, що загинув у ході російського вторгнення в Україну в 2022 році.

## Життєпис
Олександр Ільков народився 1975 року в селищі Романів на Житомирщині. Брав участь у війні на сході України, був учасником АТО. На початку повномасштабного російського вторгнення в Україну перебував за кордоном. Проте покинув роботу та одразу повернувся на Батьківщину. Не заїжджаючи додому, у Львові одразу став до лав Збройних сил України. Ніс військову службу у складі 24-тої окремої механізованої бригади імені короля Данила. Загинув 8 квітня 2022 року під Попасною на Луганщині в результаті осколкового ураження. Чин прощання відбувся 14 квітня в рідному селищі Романів на Житомирщині. 26 жовтня 2022 року перед початком сесії Романівської селищної ради представники Житомирського районного територіального центру комплектування та соціальної підтримки разом із селищним головою вручили матері загиблого його посмертного ордена «За мужність».

## Нагороди
- Орден «За мужність» III ступеня (2022, посмертно) — за особисту мужність і самовіддані дії, виявлені у захисті державного суверенітету та територіальної цілісності України, вірність військовій присязі[4].